# Botswana ved sommer-OL 2008
Botswana deltog ved Sommer-OL 2008 i Beijing som blev arrangeret i perioden 14. august til 24. august 2008. Landet vandt ingen medaljer.

## Medaljer
| 2012 London | Guld | Sølv | Bronze | Total |
| Botswana    | 0    | 0    | 0      | 0     |